# Phillip Rogaway
Phillip Rogaway, né en 1962, est professeur d'informatique à l'université de Californie à Davis.

## Biographie
Il est diplômé de Beverly Hills High School, puis obtient un BA en informatique de l'université de Californie à Berkeley et termine son doctorat en cryptographie au MIT, dans le groupe Theory of Computation. Il enseigne à UC Davis depuis 1994. Il reçoit le prix Paris-Kanellakis en 2009 et le premier prix Levchin pour la cryptographie du monde réel en 2016. Rogaway reçoit un prix NSF CAREER en 1996, que la NSA a tenté d'empêcher en influençant la NSF.